# 1567

## Esdeveniments
- 5 de setembre - Brussel·les (Països Baixos espanyols): El governador Fernando Álvarez de Toledo y Pimentel, crea el Tribunal dels Tumults i instaura un règim de terror que van conduir a l'assassinat de més de mil oponents
- L'anomenada segona guerra de religió en França
- Fundació de Rio de Janeiro (data probable)

## Naixements
- 15 de maig, Cremona, Itàlia: Claudio Monteverdi, compositor italià (m. 1643).[1]

## Necrològiques
- 23 de gener: Pequín (Xina): Emperador Jiajing, onzè emperador de la Dinastia Ming (n. 1507)